# John Clayton Nienstedt

Erzbischofswappen John Clayton Nienstedts mit dem Wahlspruch Ut omnes unum sint („damit alle eins seien“)

John Clayton Nienstedt (* 18. März 1947 in Detroit) ist emeritierter Erzbischof von Saint Paul and Minneapolis.

## Leben
John Clayton Nienstedt empfing am 27. Juli 1974 die Priesterweihe im Erzbistum Detroit. Papst Johannes Paul II. ernannte ihn am 12. Juni 1996 zum Weihbischof in Detroit sowie zum Titularbischof von Alton. Der Erzbischof von Detroit, Adam Joseph Kardinal Maida, spendete ihm am 9. Juli 1996 die Bischofsweihe; Mitkonsekratoren waren James Aloysius Kardinal Hickey, der Erzbischof von Washington, und Edmund Casimir Kardinal Szoka.
Am 12. Juni 2001 wurde Nienstedt zum Bischof von New Ulm ernannt, wo die Amtseinführung am 6. August 2001 stattfand. Am 24. April 2007 ernannte ihn Papst Benedikt XVI. zum Koadjutor des Erzbistums Saint Paul and Minneapolis, wo er am 2. Mai 2008 die Nachfolge Harry J. Flynns als Erzbischof antrat.
Nachdem das Erzbistum im November 2014 ein Insolvenzverfahren erwog, um Schadenersatzansprüche von Missbrauchsopfern zu erfüllen, wurden die Rücktrittsansuchen gemäß Canon 401 § 2 CIC (Krankheit oder andere schwerwiegende Gründe) des Erzbischofs sowie des Weihbischofs und Generalvikars Lee Anthony Piché von Papst Franziskus am 15. Juni 2015 angenommen.